# اپلاید مایکرو
اپلاید مایکرو (انگلیسی: Applied Micro) شرکت الکترونیک آمریکایی است، که در سال ۱۹۷۹ تأسیس شد.